# Romy Schneider
Pour les articles homonymes, voir Romy Schneider (homonymie), Schneider et Albach.
Rosemarie Magdalena Albach, dite Romy Schneider (/ʁomi ʃnɛdɛʁ/ ; en allemand /ˈʁomi ˈʃnaɪdɐ/), est une actrice germano-française, née le 23 septembre 1938 à Vienne et morte le 29 mai 1982 à Paris,.
Vers l'âge de 15 ans elle commence sa carrière d'actrice dans le genre Heimatfilm. De 1955 à 1957 puis en 1973, elle interprète l'impératrice Élisabeth d'Autriche, surnommée « Sissi », dans quatre films — Sissi (1955), Sissi impératrice (1956) Sissi face à son destin (1957) , et Ludwig : Le Crépuscule des dieux (1973) — qui lui valent succès et reconnaissance internationale. Elle s'installe alors en France où elle joue dans des films à succès et bien reçus par la critique. Sa collaboration avec Henri-Georges Clouzot pour le très attendu L'Enfer (1964) n'aboutira pas et le film restera inachevé. En 1969, La Piscine de Jacques Deray avec Alain Delon sera un succès remarqué. Dans les années 1970 elle travaillera notamment avec Claude Sautet dans cinq films dont Les Choses de la vie (1970), César et Rosalie (1972) ou Une histoire simple (1978) pour lequel elle obtiendra le César de la meilleure actrice. Elle avait déjà obtenu le tout premier César de la meilleure actrice pour L'important c'est d'aimer (1975) d'Andrzej Żuławski. 
En 1958, Romy Schneider rencontre l'acteur français Alain Delon avec lequel elle se fiance l'année suivante. Leur relation prend fin en 1963. Par la suite, elle se marie deux fois et aura deux enfants de ces mariages : David (1966-1981) et Sarah (1977). En 1981, la mort accidentelle de son fils David à l'âge de 14 ans est un choc profond. Le 29 mai 1982, âgée de 43 ans, Romy Schneider est retrouvée morte dans son appartement parisien.

## Biographie

### Enfance (1938-1953)
Rosemarie Magdalena Albach-Retty naît le 23 septembre 1938 à Vienne — quelques mois après l'intégration de l'Autriche, du fait de l'Anschluss, au Reich allemand — au sein d'une famille de longue tradition artistique. Son arrière-grand-père paternel, Rudolf Retty (de) (1845-1913), était acteur et metteur en scène et sa femme Kathe Retty, née Schäfer, était chanteuse. Ils sont les parents de Rosa, pensionnaire du Burgtheater. Rosa Retty épouse en 1899 Karl Albach, officier de l'armée impériale austro-hongroise. Ce dernier renonce par amour à sa carrière militaire et devient par la suite avocat puis comédien. Le fils de Rosa et Karl Albach, Wolf Albach-Retty, naît en mai 1906 et sera d'abord comédien au Burgtheater aux côtés de sa mère entre 1926 et 1932 avant de débuter une carrière d'acteur de cinéma. En 1933, sur le tournage de Petite, je me réjouis que tu viennes, il fait la rencontre de l'actrice Magda Schneider qui a débuté au cinéma deux ans plus tôt. Cette dernière, née à Augsbourg en Souabe bavaroise en 1909 est la fille de Franz Xaver Schneider (1878-1959) et de Maria, née Meier-Hörmann (1879-1951).

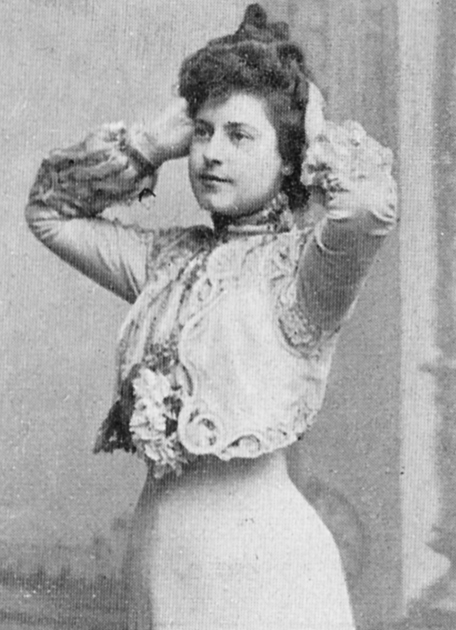
Rosa Albach-Retty (1874-1980), la grand-mère paternelle de Romy Schneider.

Magda et Wolf se marient le 11 mai 1937 à Berlin. Leur fille naît l’année suivante : son prénom de baptême, Rosemarie, est la contraction des prénoms de ses grands-mères, Rosa et Maria. Le 21 juin 1941 naît son frère Wolf-Dieter Albach, dit Wolfi, qui exercera la profession de chirurgien.
Aux derniers jours d'octobre 1938, alors que Rosemarie n'est âgée que de quatre semaines, la famille Albach quitte Vienne en cours de nazification depuis l'annexion de l'Autriche (l'Anschluss) et s'installe dans la propriété de Mariengrund à Schönau am Königssee dans les Alpes bavaroises, près de Berchtesgaden,. Le Berghof, le chalet d'Adolf Hitler situé à vingt kilomètres par la route mais à environ six cents mètres à vol d'oiseau, est visible de l'autre côté de la vallée, quasiment à la même altitude. La Kehlsteinhaus dite le « Nid d'Aigle », où se réunissent des dignitaires nazis, offerte en 1939 au Führer par Martin Bormann, son éminence grise et grand ami de la famille Schneider, se trouve non loin du Berghof et du chalet de quatorze pièces des Albach.
Les époux Schneider-Albach, en raison de leurs engagements professionnels, ne sont que rarement présents. C'est d'abord une gouvernante qui s'occupe de Rosemarie la première année de sa vie puis la grand-mère maternelle de Romy, Maria Schneider, qui prend soin d'elle et de son frère lorsque leurs parents sont en tournage. Elle fréquente avec sa mère le cercle d'Adolf Hitler qu'elle rencontre.
La famille de la petite Rosemarie bénéficie de privilèges réservés aux proches du régime nazi : sa grand-mère paternelle Rosa Albach-Retty (admiratrice déclarée de Hitler et membre du Front patriotique autrichien) et son père Wolf (membre de soutien dès 1933 de la SS, rejoignant volontairement le Front du travail allemand et membre actif à partir de 1938) sont inscrits sur la « liste des privilégiés divins » nationaux-socialistes, selon Goebbels, en tant qu'artistes utiles au Reich, ou à la propagande nazie,. Magda Schneider, qui pour sa part, a été exemptée d'impôt par le ministère de Propagande nazi, est une proche de Martin Bormann, homme réputé sans scrupules, dont les enfants jouent avec la petite Rosemarie. À ce sujet, Romy Schneider déclarera en décembre 1976, à son amie la journaliste Alice Schwarzer : « Je crois que ma mère avait une relation avec Hitler »,. Adulte, elle a la volonté de s'affranchir de ce lourd passé en donnant à ses enfants des prénoms d'origine hébraïque, en l'occurrence David et Sarah, , et en interprétant des rôles de victimes du nazisme. En 1943, son père Wolf rencontre l'actrice Trude Marlen (de) et quitte sa mère Magda. Rosemarie, âgée de 4 ans et demi, est bouleversée et s'attache davantage à sa mère qu'elle admire profondément, ainsi qu'à son frère. Elle idéalise le père absent et projettera par la suite, dans sa rencontre avec ses futurs réalisateurs, l’image de son propre père.
En 1944 Romy entre à l'école primaire de Berchtesgaden alors que son père s'installe avec l'actrice Trude Marlen. Le divorce de ses parents est prononcé en 1945. La fin de la guerre marque le début d'une longue pause dans la carrière de Magda Schneider, du fait de sa proximité avec les dirigeants du régime nazi. Se retrouvant presque sans argent, Magda sera obligée de retourner vivre en Autriche occupée pour jouer dans des pièces de théâtre où elle ne gagnera que des cachets médiocres, qu'elle utilisera pour subvenir aux besoins de ses deux enfants. Parallèlement, Wolf se remarie avec Trude Marlen en 1947, donnant à Romy une demi-sœur, Sacha Darwin, qui deviendra elle aussi comédienne.

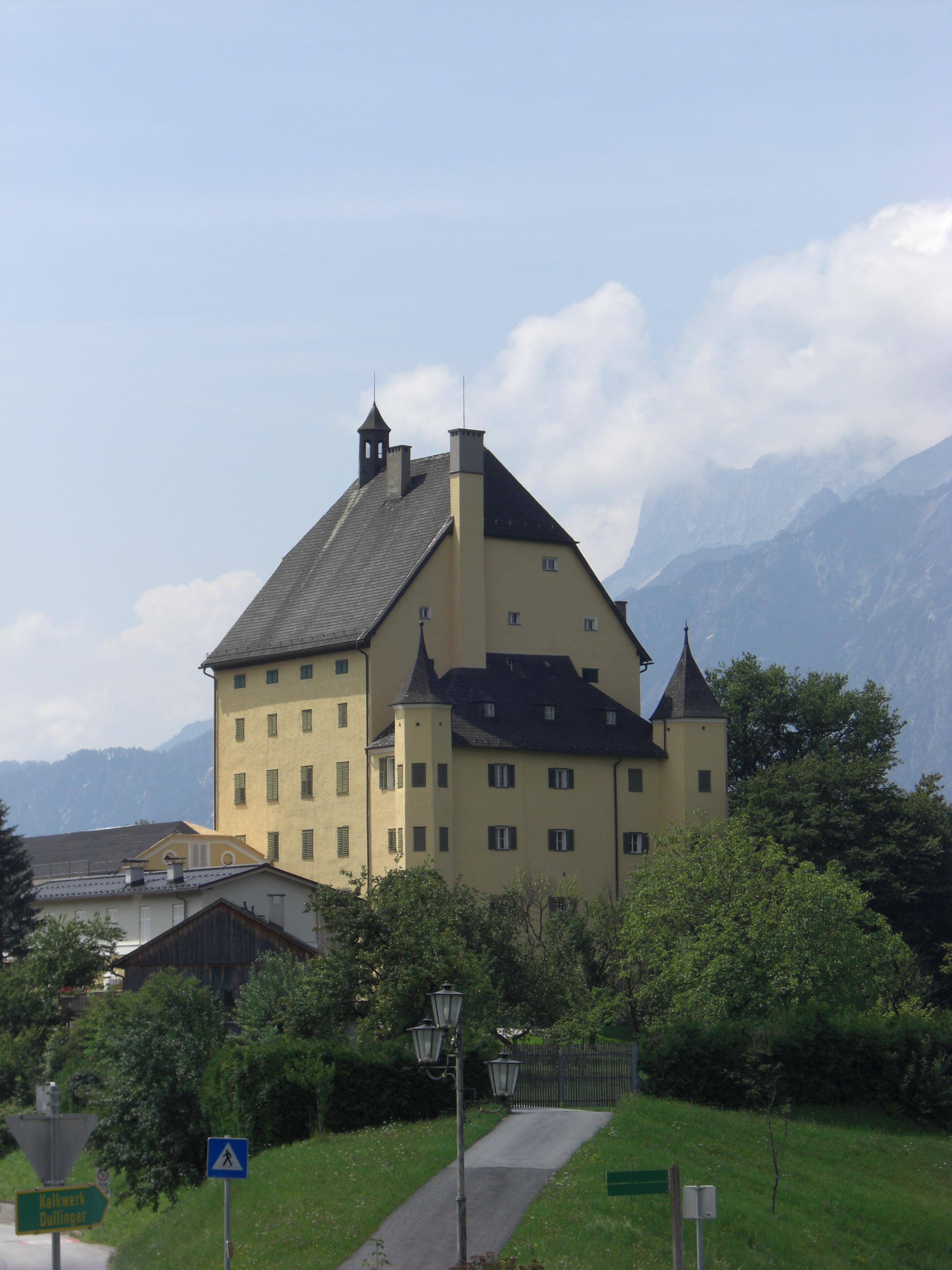
Pensionnat Schloss Goldenstein, fréquenté par Romy Schneider de 1949 à 1953.

En septembre 1948 Magda place sa fille dans le pensionnat de Gmunden, puis, après une année chargée de mauvais souvenirs, le 1er juillet 1949, à l'internat autrichien pour jeunes filles Goldenstein, une institution religieuse catholique dirigée par les sœurs augustines, située près de Salzbourg, qu'elle fréquente jusqu'en juillet 1953. Cette année-là elle obtient avec mention sa Mittlere Reife (de), un diplôme de fin de classe de seconde surnommé "petit bac" en Allemagne, puis est censée rejoindre sa mère à Cologne. Voulant devenir décoratrice ou illustratrice de livres pour enfants, Romy doit effectuer sa rentrée scolaire à l'École de dessin de mode à Cologne, mais elle rêve surtout d'une carrière d'actrice, comme le montre le journal intime qu'elle a reçu en cadeau pour son treizième anniversaire et qu'elle baptise Peggy. Elle y raconte sa joie lorsqu'on lui confie un rôle dans la petite troupe de théâtre de son pensionnat.

### Débuts au cinéma (1953-1955)

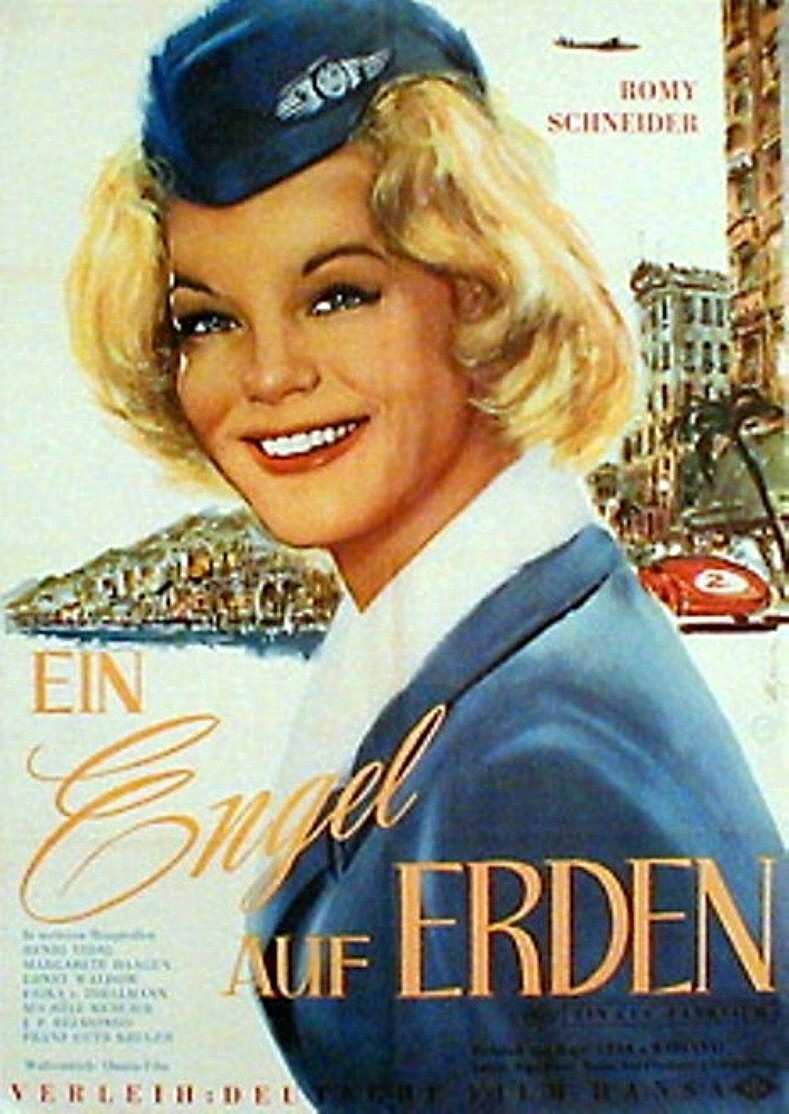
Romy Schneider à l'affiche du film Mademoiselle Ange (Ein Engel auf Erden), sorti en 1959.

En juillet 1953, Rosemarie quitte le pensionnat. Rentrée chez elle, elle reçoit un appel téléphonique de sa mère Magda, qui lui propose de venir la voir à Cologne, où elle est en préparation de son prochain film, le premier depuis trois ans. En effet, à cette époque, le producteur de cinéma Kurt Ulrich cherche une jeune fille pour tenir le rôle de la fille du personnage principal du film en question, Quand refleuriront les lilas blancs. Magda propose sa propre fille, qui passe brillamment les essais et se révèle très photogénique. Rosemarie quitte alors définitivement le cursus scolaire et, le 8 septembre 1953, se rend à Cologne pour entamer le tournage de son premier film, où elle est créditée (pour la première et dernière fois) sous le nom de « Romy Schneider-Albach ». Le tournage s'achève début novembre et le film sort dans les salles de cinéma ouest-allemandes quelques semaines plus tard. Le film connaît un succès immédiat en Allemagne de l'Ouest et permet à la jeune fille d'entamer une carrière d'actrice très prometteuse. C'est pendant le tournage du film qu'elle reçoit une proposition pour jouer Anna dans Feu d'artifice, de Kurt Hoffmann. Elle y joue pour la première fois aux côtés de la star Lilli Palmer. Le tournage débute en mai 1954, et s'achève en juillet. La jeune fille, âgée de quinze ans, y embrasse pour la première fois un garçon au cinéma, en l'occurrence son partenaire Claus Biederstaedt. Le film sort en salles en septembre 1954 dans les cinémas ouest-allemands. Elle prend alors définitivement le pseudonyme de Romy Schneider.
En juin 1954, alors en plein tournage de Feu d'artifice, elle fait la rencontre du réalisateur Ernst Marischka. Ce dernier avait déjà engagé l'actrice Sonja Ziemann pour son prochain film, Les Jeunes Années d'une reine, mais il décide immédiatement de prendre Romy Schneider à la place après leur rencontre. Elle y interprète la reine d'Angleterre Victoria à l'âge de dix-huit ans, en 1837, lors de son accession au trône. À sa sortie en salles en décembre 1954, Les Jeunes Années d'une reine est un grand succès et achève de faire de Romy Schneider une star. En mars 1955, elle est élue « favorite de la nouvelle génération de stars » auprès des propriétaires des salles de cinéma, son équivalent masculin est Karlheinz Böhm. Au mois de novembre, elle termine deuxième dans un sondage désignant l'actrice la plus populaire d'Allemagne de l'Ouest, juste derrière Maria Schell mais devant Ruth Leuwerik et en mars 1956, le journal ouest-allemand Der Spiegel lui consacre une couverture. Romy Schneider continue sa collaboration avec Marischka, et tourne à nouveau pour lui dans Mam'zelle Cri-Cri, où elle interprète une jeune paysanne, aux côtés de sa mère, Magda. Elle enchaine ensuite avec Mon premier amour, d'Harald Braun, un échec commercial à sa sortie en octobre 1955, le premier de la jeune actrice.
Côté vie privée, Magda Schneider épouse le 11 décembre 1953 le restaurateur Hans Herbert Blatzheim, père de trois enfants d'un premier mariage. Blatzheim devient son « agent » et s'occupe de l'argent gagné par la jeune fille avec ses films. Le restaurateur agresse sa belle-fille. En 1976, huit ans après la mort de Blatzheim, Romy Schneider déclarera : « Il a essayé de coucher avec moi, et pas qu'une seule fois ».

### Le «mythe» Sissi (1955-1957)
Dès le début des années 1950, Ernst Marischka a pour projet de montrer à l'écran l'histoire romancée de l’impératrice Élisabeth d'Autriche, dite « Sissi », épouse de l'empereur François-Joseph Ier d'Autriche et assassinée en 1898 à Genève. Marischka a toujours été sensible à l'immense pouvoir de séduction de cette femme captivante dont les Autrichiens se souviennent avec nostalgie. Marischka avait déjà essayé de la populariser en 1932 dans une opérette où Paula Wessely tenait le premier rôle.

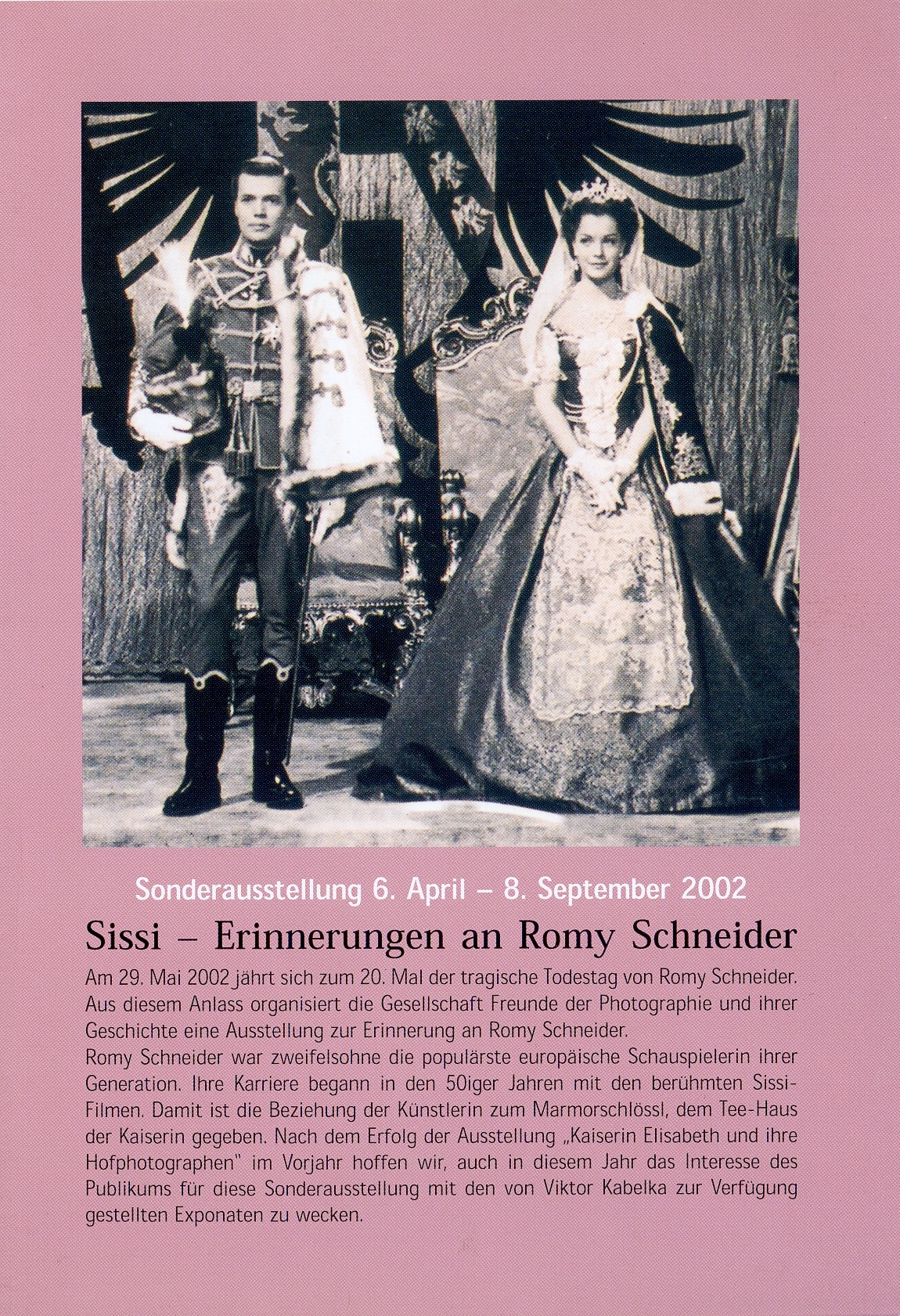
Karlheinz Böhm (l'empereur François-Joseph) et Romy Schneider (Sissi) dans Sissi (1955).

Pour Marischka, l'existence réelle d'Élisabeth de Wittelsbach révèle trop de tourments pour ne pas être romancée, et il ne souhaite conserver dans sa fiction que le passé glorieux et heureux de l'impératrice. Il ne gardera donc que les événements romantiques et les grands moments d'émotion en occultant tous les drames pénibles et les phobies qu'elle a réellement vécus. De plus, l'Autriche cherche à faire oublier son annexion à l'Allemagne nazie et à retrouver son prestige. Ernst Marischka « ne lésine pas » sur les moyens pour que le spectateur croie réellement côtoyer Sissi à son époque. Il vise très haut et sait que Romy Schneider, remarquablement secondée par sa mère qui interprète le rôle de la duchesse Ludovika, mère de l'impératrice, est prête à contribuer à la réussite du projet. Il choisit Karlheinz Böhm (que Romy Schneider retrouve en 1956 pour Kitty, une sacrée conférence, d'Alfred Weidenmann) pour interpréter le rôle du jeune empereur François-Joseph. Le tournage du film est lancé aux derniers jours d'août 1955, à l'approche du dix-septième anniversaire de l'actrice, pour s'achever au mois de novembre.

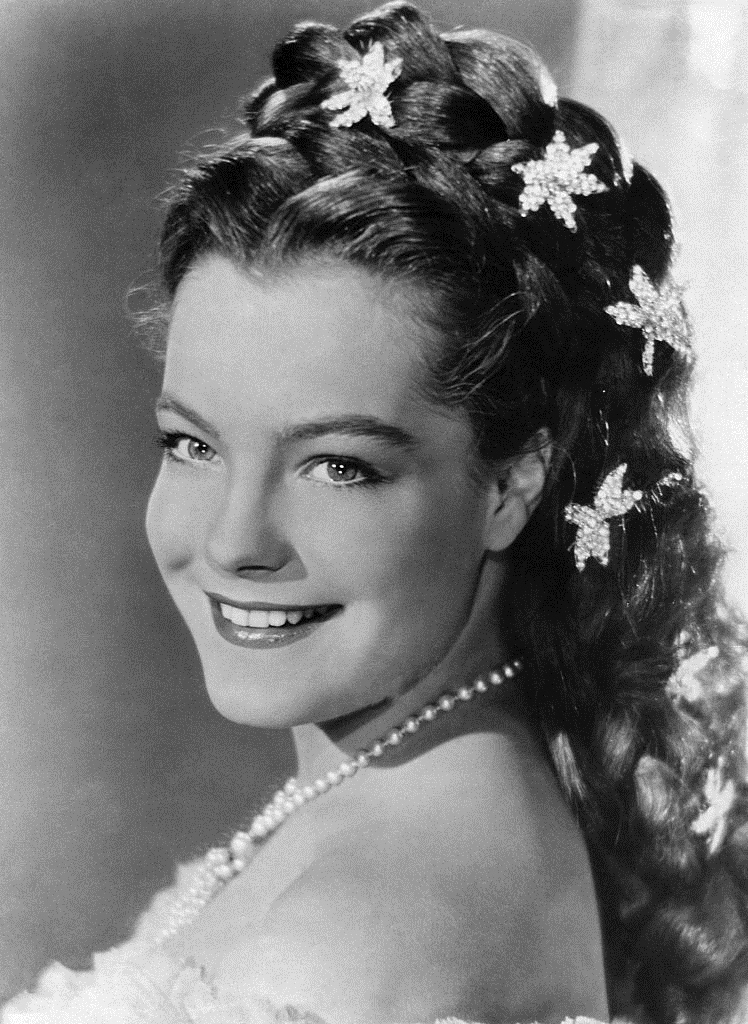
Romy Schneider en 1955 dans le rôle de Sissi.

À sa sortie le 21 décembre 1955, le film Sissi déclenche un tel engouement populaire en Autriche et en Allemagne de l'Ouest que les recettes du film dépassent celles d’Autant en emporte le vent. En Europe, le film obtient la mention d'« œuvre culturelle ». En Suisse et en France, le film bénéficie d'un lancement remarquable et est même ensuite diffusé gratuitement dans des écoles. Des prospectus de Romy Schneider sont distribués et on retrouve même son visage sur des boîtes d'allumettes et des briquets. À Nice, Lille, Amsterdam, Anvers, Gand, Madrid et Helsinki, les records de fréquentation des salles de cinéma sont largement battus. Sissi est le film de langue allemande des années 1950 ayant eu le plus de succès sur le continent européen.
Le succès du film étant assuré, Marischka entreprend le tournage d’un deuxième épisode, Sissi impératrice (Sissi, die junge Kaiserin en allemand) avec un budget et une vision similaires à ceux du premier volet. En revanche, Romy Schneider comprend difficilement que l'on puisse faire un deuxième film. Elle se sent de plus en plus étrangère à ces personnages idéalisés et supporte de plus en plus difficilement les désagréments qu'on lui impose, comme celui de porter une lourde perruque qui lui donne des maux de tête. Le réalisateur et le représentant de l'UFA passent outre ses remarques afin de rendre le rôle plus réaliste. En 1956, le second film reçoit un accueil similaire au premier. Romy est considérée comme « la meilleure chose importée d'Autriche après la valse ». Des milliers de jeunes filles dans toute l'Europe adoptent alors le style « princesse » : cheveux longs bouclés, taille de guêpe et jupons bouffants. Le film représente l'Autriche en sélection officielle, au Festival de Cannes 1957.
En 1957, Romy Schneider entreprend le tournage du troisième épisode : Sissi face à son destin (Sissi, Schicksalsjahre einer Kaiserin) avec réticence et a hâte de se détacher du personnage auquel on l'identifie désormais. Au grand dam de son agent et beau-père — qui gère sa fortune et utilise ses cachets pour investir dans des hôtels et restaurants — et aussi de sa mère — qui utilise sa fille pour poursuivre sa propre carrière, déclinante depuis la fin du régime nazi —, Romy s'oppose au tournage d'un quatrième épisode. Plus tard, elle déclarera même : « Je hais cette image de Sissi » et affirmera : « J’ai refusé les 80 millions qu’on m’offrait pour tourner une quatrième mouture de Sissi », bien qu'elle soit reconnaissante de la popularité que cette trilogie lui a apportée. Les trois Sissi vaudront à Romy une nomination aux Bambi Awards de la meilleure actrice entre 1956 et 1958, tout comme Les Jeunes Années d'une reine en 1955. Sissi face à son destin représente l'Autriche en sélection officielle au Festival de Cannes 1958.
Dès 1953, Magda Schneider a décidé de prendre en charge la carrière naissante de sa fille. En outre, elle parvient souvent à imposer aux réalisateurs de jouer auprès de sa fille. En 1957, elle va même jusqu'à interdire à Romy de signer le contrat que Kirk Douglas lui propose lors de leur rencontre au Festival de Cannes. La jeune fille se rebelle alors et décide désormais de choisir elle-même ses rôles. Comme conséquence évidente, cette décision a un effet négatif sur la carrière professionnelle et la situation financière de sa mère.

### Premières amours et émancipation

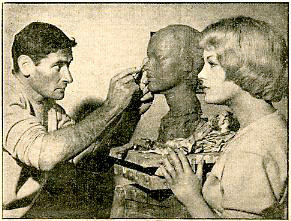
Romy Schneider posant pour le sculpteur Marcel Mayer en 1959.

Début 1956, Romy Schneider, qui vient de connaître le succès avec Sissi, fréquente brièvement Toni Sailer, le triple champion du monde de ski alpin, rencontré lors d'un bal de valse autrichienne.
À la fin de l'année, sur le tournage d'Un petit coin de paradis, de Josef von Báky, Romy fait la rencontre de Horst Buchholz, âgé de vingt-trois ans, et étoile montante du cinéma germanique tout comme elle. Elle tombe vite amoureuse de lui et la presse n'attend pas beaucoup de temps pour les fiancer et marier aussi vite que l'éclair. C'est la première relation amoureuse sérieuse de l'actrice, vue d'un mauvais œil par sa mère et son beau-père.
Au printemps 1957, Romy — accompagnée de sa mère — et Horst débarquent à Paris pour jouer dans le film Monpti. Le film connaît un certain succès en Allemagne de l'Ouest, mais provoque la colère des fans de l'actrice, qui ne supportent pas de voir l'enfant chérie du cinéma germanique se présenter comme un objet de désir. En juillet 1957, rentrés à Munich, les deux jeunes acteurs mettent fin à leur relation à cause du chantage que le mari de Magda fait à Romy. Il lui aurait dit : « Tu choisis, c'est lui ou c'est moi ! ». Romy n'est alors âgée que de 18 ans, la majorité est encore fixée à 21 ans, si bien que son manque d'indépendance la force à choisir sa famille.
En janvier 1958, après avoir refusé de tourner un quatrième Sissi, elle se rend à New York, où les producteurs américains ont acheté les droits des Jeunes années d'une Reine. Elle est invitée par Walt Disney, qui lui propose le rôle de Lizbeth du Troisième Homme sur la montagne, rôle qui reviendra finalement à Janet Munro. Elle retourne en Allemagne de l'Ouest pour tourner Jeunes Filles en uniforme, avec Lilli Palmer, sa partenaire de Feu d'artifice. Le film, l'histoire d'amour d'une jeune élève orpheline dans un pensionnat et de son professeur (une femme), fait scandale à sa sortie et est boudé par le public ouest-allemand, même si sa performance est acclamée par la critique. C'est après le tournage de ce film que Romy Schneider fait une rencontre qui marquera sa vie d'actrice et de femme.

### Rencontre avec Alain Delon et arrivée en France
Au printemps 1958, Romy Schneider est, à 19 ans, une star internationale. Pierre Gaspard-Huit propose à Romy Schneider le rôle principal de Christine, un remake de Liebelei de Max Ophüls, dans lequel sa mère Magda avait tenu le rôle principal en 1933 et qui avait lancé sa carrière. Ce rôle avait en fait été proposé à Romy plusieurs années plus tôt, alors qu'elle ne faisait que débuter dans le métier, avant même le tournage de Sissi. L'idée avait été abandonnée depuis, mais avec le succès de la trilogie, les producteurs avaient décidé de relancer le projet pour profiter du succès de Romy. Ayant le droit de choisir elle-même son partenaire, elle sélectionne sur photo le jeune premier Alain Delon et les producteurs arrangent une entrevue avec la presse à l'aéroport d'Orly à Paris : les deux jeunes acteurs se rencontrent pour la première fois à la descente d'avion de Romy, le 10 avril 1958. Leurs premiers rapports sont houleux : Romy ne parle pas français, Alain Delon ne parle pas allemand et alors qu'elle le trouve sans intérêt et de mauvais goût, lui la trouve à vomir. Le tournage débute deux mois plus tard, et les deux acteurs ne s'entendent absolument pas. Cependant, la fiction fait vite place à la réalité : ils finissent par tomber amoureux. La liaison entre « Sissi » et un jeune Français inconnu est la goutte d'eau qui fait déborder le vase pour les Allemands, déjà en colère contre Romy pour sa « trahison ».
Le 22 mars 1959, les « fiancés de l'Europe » célèbrent leurs fiançailles officielles, organisées par la mère et le beau-père de Romy à Morcote en Suisse, au bord du lac de Lugano, devant la presse internationale, sans planifier de date pour un éventuel mariage. Échappant à sa mère qui la chaperonnait jusque dans ses films, Romy part alors s'installer avec Delon à Paris. Elle y abandonne son éducation bourgeoise pour découvrir les soirées de la capitale, l'anticonformisme et une jeunesse qui méprise l'argent. La presse ouest-allemande ne lui pardonnera jamais cette « infidélité »,.

### Naissance d'une vedette (1961-1966)

Romy Schneider et Alain Delon dans Dommage qu'elle soit une putain de John Ford, Théâtre de Paris, 1961.

Alain Delon, révélé au cinéma grâce au film, est en pleine gloire après être devenu une véritable star grâce à Plein Soleil de René Clément, dans lequel Romy fait une apparition, et enchaîne les tournages tandis que sa fiancée continue de jouer dans des bluettes romantiques : Mademoiselle Ange avec Henri Vidal et Jean-Paul Belmondo, La Belle et l'Empereur avec Jean-Claude Pascal, Katia avec Curd Jürgens.

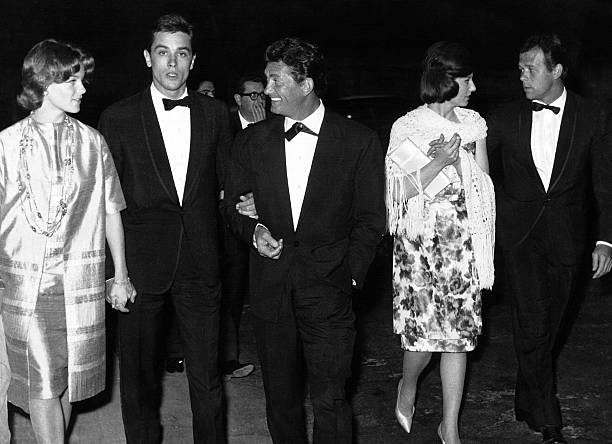
Romy Schneider, Alain Delon, Jean Marais, Lucilla Morlacchi et Renato Salvatori à Spolète en 1961.

Delon lui apprend l'italien et la présente à Luchino Visconti pendant l'été 1960. Visconti a alors l'idée de mettre en scène la pièce élisabéthaine Dommage qu'elle soit une putain de John Ford. Après des répétitions difficiles, la première est prévue pour le 9 mars 1961, mais Romy est victime d'un malaise et est opérée d'une appendicite aiguë. La première représentation est repoussée au 29 mars. La pièce connaît un grand succès auprès du public parisien mais reçoit des critiques mitigées, qui s'accordent cependant pour acclamer le talent de la jeune actrice.
Après ce triomphe, le réalisateur italien donne à Romy le rôle principal dans un sketch du film collectif Boccace 70 pendant l'été 1961. C'est la première fois qu'elle apparaît nue au cinéma. À la fin du tournage, Visconti lui glisse au doigt un anneau en bois incrusté de deux diamants et d'un saphir qui ne la quittera plus jusqu'à sa mort, selon la légende.
Après la fin des représentations de Dommage qu'elle soit une putain, la jeune femme obtient son premier rôle au cinéma dans lequel elle s'exprime exclusivement en français, dans Le Combat dans l'île d'Alain Cavalier, aux côtés de Jean-Louis Trintignant et Henri Serre.

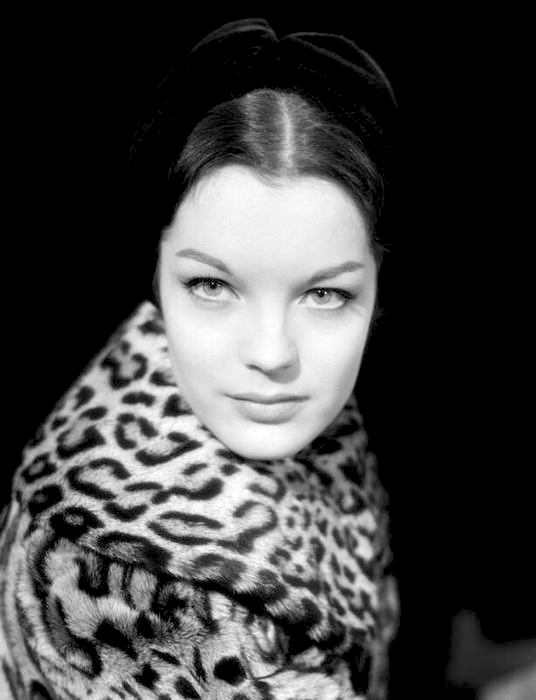
Romy Schneider en 1962 (Studio Harcourt).

Le 3 janvier 1962, elle part en tournée en Europe et en Afrique du Nord où elle joue en français, avec une troupe française, la pièce La Mouette d'Anton Tchekhov. La pièce lui permet de monter pour la première fois sur les planches en Allemagne de l'Ouest, au théâtre de Baden-Baden. En avril 1962, Romy est hospitalisée après s'être blessée à la suite d'une chute de cheval. Alain Delon est à son chevet. Après la fin de la tournée, Romy se rend au Festival de Cannes, aux côtés de son fiancé et de Sophia Loren, avec laquelle elle représente Boccace 70, présenté hors compétition, avant de prendre la direction des studios de Boulogne, pour tourner Le Procès d'Orson Welles, avec ce dernier et Anthony Perkins comme partenaires. Sa participation se limite à une dizaine de jours mais elle considère ce tournage comme étant un de ses meilleurs souvenirs.
Les producteurs américains sont séduits et lui font de nombreuses propositions. La Columbia lui offre alors un contrat de sept ans (pour sept films et un cachet d'un million de francs pour chacun de ses rôles). Au printemps 1963, elle s'envole pour Hollywood et y tourne un premier film avec Otto Preminger, Le Cardinal, qui est un grand succès et lui vaudra une nomination au Golden Globe de la meilleure actrice dans un film dramatique en mars 1964. En juin 1963, elle reçoit la première récompense française de sa carrière, l'Étoile de Cristal de la meilleure actrice étrangère pour sa prestation dans Le Procès. Néanmoins, sur son deuxième film pour la Columbia, Prête-moi ton mari, tourné à l'automne 1963, elle découvre que les techniques de l'Actors Studio (ainsi que la machinerie implacable de l'industrie du spectacle aux États-Unis) sont bien différentes des siennes. Maladroite dans cette comédie, elle est envahie par le stress, le trac et les doutes, notamment personnels : des photos d'Alain Delon accompagné d'une jeune femme circulent dans la presse. La presse américaine se moque et lui donne le surnom désagréable de « Miss Worry » (« Mademoiselle l'inquiète »).

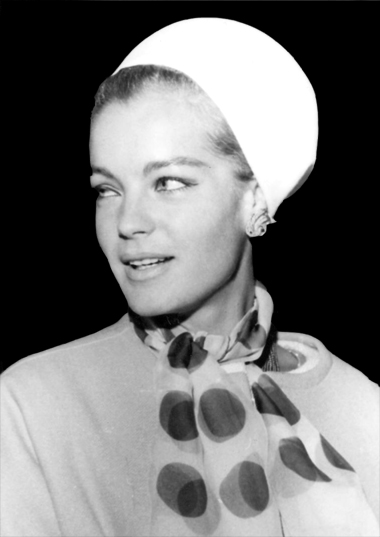
Romy Schneider en septembre 1965.

Romy Schneider en compagnie d'Anthony Quinn au Palais Garnier de Paris, en décembre 1963.

Le film terminé, elle rompt son contrat avec la Columbia et retourne à Paris après que son agent George Beaume lui a remis une lettre de rupture de quinze pages écrite par Alain Delon. Le 18 décembre 1963, elle trouve en rentrant dans leur hôtel particulier du 22, avenue de Messine quelques roses laissées sur la table du salon et un mot de son ex-fiancé : « Je suis à Mexico avec Nathalie. Mille choses. Alain ». Cette mise en scène est démentie par l'acteur. Après cinq ans de passion orageuse, Alain Delon la quitte pour Francine Canovas, future Nathalie Delon, rencontrée à la fin de l'été 1963 et enceinte de leur fils Anthony. Romy Schneider est très affectée par cette rupture.
Brisée, elle déménage de leur appartement et s'installe avenue Hoche. En juin 1964, Romy Schneider obtient la Victoire du Cinéma français de la meilleure actrice étrangère de l'année pour Le Cardinal. Le mois suivant, elle tourne L'Enfer d'Henri-Georges Clouzot, film inachevé pour lequel elle change radicalement d'image et révèle son potentiel érotique. Le tournage, prévu pour dix-huit semaines, n'en dure finalement que trois à la suite d'une crise cardiaque du réalisateur. Elle rentre ensuite à Paris pour tourner le film Quoi de neuf, Pussycat ?, avec Peter O'Toole et Woody Allen.
Après un passage au Brésil en mars 1965, Romy Schneider retourne à Berlin, à l'occasion de l'inauguration du restaurant Blatzheim à l'Europa-Center de Berlin-Ouest. Elle y rencontre l'acteur et metteur en scène de théâtre de boulevard berlinois Harry Meyen, de quatorze ans son aîné et d'origine juive. Encore marié, il entame une liaison avec elle, puis se sépare de sa femme en décembre 1965 avant de divorcer en mai 1966. Ils peuvent se marier le 15 juillet 1966 à Saint-Jean-Cap-Ferrat — Romy est déjà enceinte de quatre mois — et s'installent dans la Winkler Straße à Berlin-Grunewald à l'automne. L'actrice prévoyait de faire du théâtre à Berlin, un souhait qui ne se réalisera jamais, malgré plusieurs rendez-vous avec Boleslaw Barlog et Fritz Kortner pour mettre en scène une pièce. Avant de se retirer du cinéma pour quelque temps, Romy Schneider tourne quelques films supplémentaires : à l'automne 1965, Dix Heures et demie du soir en été, de Jules Dassin, en Espagne puis au printemps 1966, La Voleuse à Oberhausen et à Berlin, dans lequel elle joue en compagnie de Michel Piccoli pour la première fois, et enfin La Fantastique Histoire vraie d'Eddie Chapman pendant l'été.
Le 3 décembre 1966, âgée de 28 ans, Romy Schneider donne naissance à son premier enfant, David-Christopher Meyen (Meyen étant le pseudonyme du père, David s'appelle en réalité Haubenstock, comme le mentionne son état civil). L’actrice se retire alors de la vie publique pendant une année et demie pour s'occuper essentiellement de son fils à Berlin.
Le 21 février 1967, son père Wolf meurt à Vienne d'un infarctus, à l'âge de 60 ans. Il a été victime d'un excès de trac, appréhension qui la fera elle aussi souffrir pendant toute sa carrière. Son beau-père décèdera un an plus tard, le 1er mai 1968, dans les mêmes circonstances, à 62 ans. Le 2 juin 1967, lors d'un concert de Sammy Davis, Jr., à l'Olympia, Romy Schneider, accompagnée de son époux Harry Meyen, retrouve Alain Delon, accompagné de sa femme Nathalie.

### Retour au cinéma et carrière française (1968-1982)
À la fin de l'année 1967, alors qu'elle ne reçoit plus de propositions de contrat, Romy Schneider se voit proposer de tourner la comédie d'espionnage Otley, de Dick Clement, à Londres. Elle s'y rend en mars 1968 pour le tournage mais le film est un échec commercial et tombera vite aux oubliettes.
Elle reçoit alors un appel d'Alain Delon qui lui propose le rôle de Marianne dans le nouveau film de Jacques Deray, La Piscine, avec Maurice Ronet et Jane Birkin. Les retrouvailles, très médiatisées, des ex-« amants terribles » ont lieu le 12 août 1968, à l'Aéroport de Nice-Côte d'Azur et le tournage du film commence sept jours plus tard, pour s'achever le 19 octobre 1968. Le couple Delon-Schneider se reforme dans la fiction ; ce n'est pas le cas dans la vie privée contrairement à ce qu'a pu suggérer la presse de l'époque. À sa sortie en salles le 31 janvier 1969, le film est un véritable succès aussi bien public (2,3 millions d'entrées) que critique, et permet à la carrière de Romy Schneider de redémarrer en France.
Fin 1968, alors qu'elle assure la post-production de La Piscine, elle est remarquée par le réalisateur Claude Sautet, qui recherche l'interprète féminine principale de son prochain film, Les Choses de la vie. Sautet est très vite séduit par la jeune femme, qu'il ne connaissait que pour la trilogie Sissi sans pour autant l'avoir regardée dans un seul de ses films, et l'engage très vite. Le film, dont le tournage débute en juin 1969, permet à Romy Schneider de retrouver Michel Piccoli, avec lequel elle jouera à plusieurs reprises au cours des douze années suivantes, et marque le début d'une longue collaboration avec le metteur en scène. À sa sortie en mars 1970, Les Choses de la vie est acclamé par la critique et un grand succès public, totalisant près de trois millions d'entrées au box-office France, faisant de lui le neuvième film le plus rentable de l'année 1970 en France. Sélection officielle au Festival de Cannes 1970 où il est en compétition pour la Palme d'or, le film obtient le Prix Louis-Delluc 1969. Son succès public permet à Romy Schneider de s'installer définitivement comme vedette du cinéma français.
Avec les succès retentissants de ces deux films, l'actrice, redevenue star, est grandement sollicitée et enchaîne les tournages pendant les années 1969 et 1970 : elle tourne à Londres (L'Inceste de John Newland, 1970), en Israël (Bloomfield, de et avec Richard Harris), en Bretagne (Qui ?, de Léonard Keigel, avec Maurice Ronet et Gabriele Tinti), en Italie (La Califfa, d'Alberto Bevilacqua avec Ugo Tognazzi), avant de retrouver Claude Sautet et Michel Piccoli pour Max et les Ferrailleurs (1971), où elle interprète Lily, une prostituée d'origine allemande. Elle est ensuite à nouveau réunie avec Alain Delon à l'automne 1971 pour leur troisième (et ultime) collaboration, le film historique L'Assassinat de Trotsky, de Joseph Losey, avec Richard Burton dans le rôle de Trotsky, Delon dans celui de son assassin et Romy Schneider dans celui de la femme qui lui a permis de le tuer.
Le magazine Paris Match célèbre Romy Schneider à l'été 1971 : « Romy Schneider, 40 ans après Greta et Marlène, 15 ans après Marylin, le cinéma redécouvre une star. » Femme engagée, elle se prononce pour l'avortement libre et gratuit en signant en Allemagne de l'Ouest, au printemps 1971, dans le magazine Stern, l'équivalent du Manifeste des 343 publié en France dans Le Nouvel Observateur, ce qui lui vaut d'être inquiétée par le tribunal de Hambourg.
C'est au Festival de Cannes 1971, alors qu'elle lui remet le Prix du 25e anniversaire pour Mort à Venise et l'ensemble de son œuvre, que Luchino Visconti lui propose de reprendre le rôle de l'Impératrice d'Élisabeth d'Autriche dans son nouveau film, Ludwig : Le Crépuscule des dieux. L'actrice refuse dans un premier temps, avant de revenir sur sa décision. Elle a pour partenaire Helmut Berger, dans le rôle-titre et principal, celui du cousin de Sissi, Louis II de Bavière, dit Ludwig. Le tournage démarre en Bavière le 31 janvier 1972 et s'étale durant cinq mois, produisant un film d'une durée de plus quatre heures. La version de Sissi interprétée par Romy Schneider dans le film de Visconti est plus fidèle à la réalité historique, affichant mieux sa personnalité trouble et sombre, contrairement à la trilogie d'Ernst Marischka, qui dépeint le personnage avec un regard mièvre, incohérent en regard de la réalité. C'est cette même année qu'elle collabore avec Claude Sautet pour la troisième fois, aux côtés d'Yves Montand et Sami Frey, dans César et Rosalie. À sa sortie le 27 octobre 1972, le film est un nouveau succès et totalise 2 500 000 entrées.
Côté vie privée, Romy Schneider se sépare de son mari Harry Meyen puis s'installe à Neuilly-sur-Seine avec son fils David en septembre 1972 et l'inscrit à l'EIB Monceau.

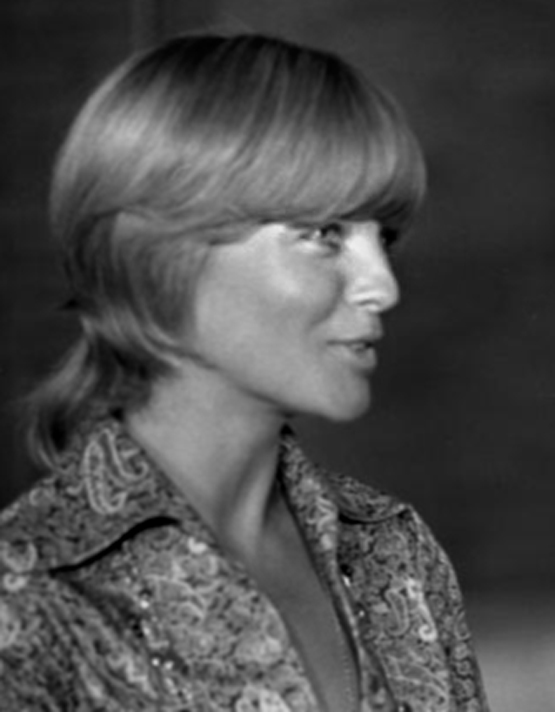
Romy Schneider en 1971.

Pendant l'été 1973, elle tourne Le Train, de Pierre Granier-Deferre. Elle y interprète une juive allemande qui s'éprend d'un Français, interprété par Jean-Louis Trintignant avec qui elle vit pendant le tournage une histoire d'amour intense, laquelle prend fin avec la fin du tournage, laissant l'actrice désespérée. Jean-Claude Brialy et Jacques Dutronc confirmeront par la suite l'importance de cette relation pour Romy Schneider, à qui Trintignant témoignera toujours admiration et affection.
L'actrice enchaîne alors les tournages : Un amour de pluie, de son ami Jean-Claude Brialy, puis Le Mouton enragé, de Michel Deville, où elle retrouve Jean-Louis Trintignant et Jane Birkin, puis le rôle de la criminelle Philomena Schmidt dans Le Trio infernal, de Francis Girod, avec Michel Piccoli, avant de tourner sous la direction d'Andrzej Żuławski dans L'important c'est d'aimer, au printemps 1974, avec Fabio Testi et Jacques Dutronc, avec lequel elle vivra une liaison le temps du tournage,. Le tournage sera très éprouvant pour l'actrice qui, un jour, n'arrivera pas se lever, la forçant à partir en cure de repos pendant plusieurs jours. Pendant l'été 1974, à Saint-Tropez, Romy Schneider entame une relation amoureuse avec son secrétaire depuis deux ans, Daniel Biasini. C'est aussi à cette époque qu'elle sympathise avec Brigitte Bardot, qu'elle avait déjà rencontrée à plusieurs reprises.

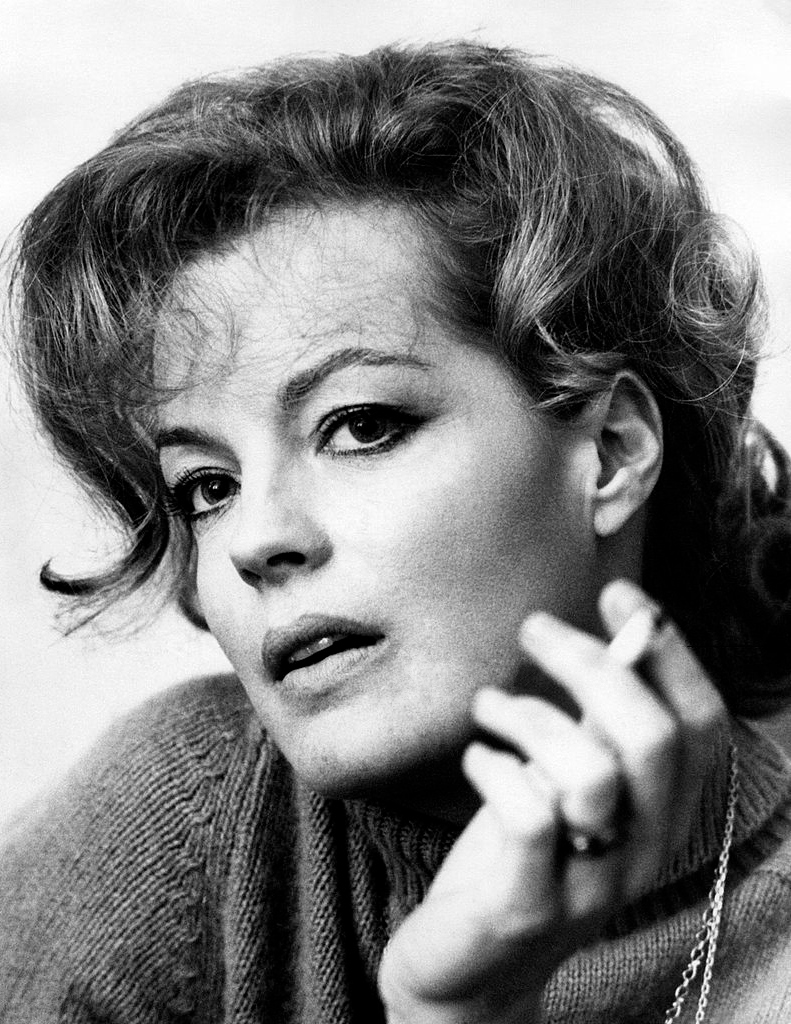
Romy Schneider en 1973.

Fin 1974, elle tourne Les Innocents aux mains sales, de Claude Chabrol, à Saint-Tropez, puis, entre mars et mai 1975, Le Vieux Fusil, de Robert Enrico, avec Philippe Noiret. Le film se déroule en 1944 et s'inspire du massacre d'Oradour-sur-Glane. La fameuse scène où Clara, le personnage interprété par Romy Schneider, est violée et assassinée par les nazis, marque profondément le public et l'actrice elle-même. À sa sortie en août 1975, le film divise la critique mais s'avère un succès public (plus de trois millions d'entrées). Il est nommé dans neuf catégories à la première cérémonie des César en 1976 et obtient trois récompenses (meilleur acteur pour Philippe Noiret, meilleure musique et meilleur film).
Le divorce houleux de l'actrice avec Harry Meyen est prononcé le 5 juillet 1975 à Berlin-Ouest en l'absence des deux intéressés. Le 18 décembre 1975, enceinte de six mois, elle épouse Daniel Biasini à Berlin. Deux semaines plus tard, le 31 décembre 1975, vers 18 heures, elle ressent de violentes douleurs au ventre. Elle fait une fausse couche, non pas à la suite d'un accident de voiture (cet accident a en fait eu lieu en janvier 1977), mais sans doute à cause d'un virus contracté au cours de l'extraction d'une dent de sagesse une semaine auparavant.
Quelques mois plus tard, Romy Schneider fait partie des actrices nommées au César de la meilleure actrice, lors de la première cérémonie des César, le 3 avril 1976, face à Catherine Deneuve, Isabelle Adjani et Delphine Seyrig. Elle est nommée pour L'important c'est d'aimer. À sa propre surprise, Romy Schneider est l'heureuse lauréate du César. Elle dédie sa victoire à Luchino Visconti.
Après sa victoire, l'actrice s'envole pour la Grèce où elle tourne Une femme à sa fenêtre, de Pierre Granier-Deferre, avec Philippe Noiret, Umberto Orsini (son partenaire dans César et Rosalie et Ludwig) et Victor Lanoux. Elle accepte ensuite une petite apparition dans Mado, de Claude Sautet, interprétant une jeune femme alcoolique, délaissée par son mari, interprété par Michel Piccoli. Elle se rend en Allemagne de l'Ouest pour tourner à l'automne 1976 sous la direction d'Aleksandar Petrović, dans Portrait de groupe avec dame. Le film, qui représente l'Allemagne de l'Ouest au Festival de Cannes 1977, s'il divise la critique et est un échec commercial en France à sa sortie en mai 1977, permet à l'actrice de se voir décerner un prix d'interprétation en Allemagne de l'Ouest.
Le 21 juillet 1977, à l'âge de 38 ans, elle accouche prématurément d'une fille, la future actrice Sarah Biasini, à Gassin, dans le Var. La césarienne l'a épuisée : elle reste une année entière auprès de sa famille puis reprend le chemin des plateaux de cinéma. Elle renoue très vite avec le succès grâce à Une histoire simple, de Claude Sautet qui sort en 1978. Son interprétation de Marie, femme de trente-neuf ans libre et indépendante, lui vaut un second César en 1979. C'est l'ultime collaboration de l'actrice avec Sautet. Elle retrouve ensuite Yves Montand pour Clair de femme, de Costa-Gavras.
Au printemps 1979, Romy Schneider part au Mexique seule avec sa fille Sarah. Pendant son séjour, un télégramme adressé le 15 avril 1979 lui annonce le suicide à Hambourg de Harry Meyen, son ex-mari. Très affectée, elle rentre d'Acapulco pour assister à ses obsèques. C'est à Glasgow, entre juin et août 1979, qu'elle tourne La Mort en direct, de Bertrand Tavernier. Ses relations avec Harvey Keitel, qui ne partage pas les mêmes méthodes de jeu que l'actrice, sont très conflictuelles. Elle l'aurait même giflé.
De février à mai 1980, Romy Schneider tourne La Banquière, de Francis Girod, qui obtiendra quatre nominations pour la cérémonie des César 1981, mais ne sera pas un grand succès public, avec moins de 700 000 entrées en France. Elle part ensuite en vacances en Sicile au mois de juillet avec son mari et ses enfants, avant de revenir à Paris. À l'automne, elle tourne Fantôme d'amour, de Dino Risi, avec Marcello Mastroianni. Sa grand-mère Rosa Albach-Retty meurt le 26 août 1980 à l'âge de 105 ans.
Le 31 janvier 1981, elle est présente à la 6e cérémonie des César avec son fils David. Sa relation avec Daniel Biasini s'est énormément dégradée depuis plusieurs années, si bien que l'actrice se sépare de lui en février 1981. Début avril, après le tournage de Garde à vue, de Claude Miller avec Michel Serrault et Lino Ventura, elle part comme tous les ans en cure de thalassothérapie à Quiberon. Elle s'y brise le pied gauche en sautant d'un rocher sur une plage, sous l'objectif du photographe Robert Lebeck. À l'occasion de cette cure, au mois de mars 1981, l'actrice rencontre le poète, chanteur, interprète, romancier, et barde breton, Glenmor [1931 - 1996]. Robert  Lebeck immortalisera ces instants de bonheur — Romy y apparait radieuse — par de discrètes et émouvantes photographies en noir et blanc. La mauvaise chute reporte le tournage de La Passante du Sans-Souci, de Jacques Rouffio, qui devait démarrer le 22 avril 1981, de quatre semaines. Le 23 mai, à peine quarante-huit heures avant le début du tournage, elle est transportée d'urgence à l'hôpital américain de Neuilly-sur-Seine pour une ablation du rein droit, à la suite de la détection d'une tumeur. Le médecin prescrit que l'actrice doit rester au lit pendant au moins trois mois. C'est à cette période qu'elle fait la rencontre, par l'intermédiaire de Claude Berri, du producteur Laurent Pétin, célibataire, plus jeune qu'elle, avec lequel elle entame une relation amoureuse. Son fils David, qui n'accepte toujours pas le divorce de sa mère d'avec Daniel Biasini, qu'il considérait comme un second père, surtout depuis la mort de son père biologique, refuse de vivre avec elle et avec Laurent Pétin. Il s'installe à Saint-Germain-en-Laye chez les parents de Biasini, avec sa sœur cadette Sarah. Il rend visite à sa mère à l'hôpital et est présent alors qu'elle assure la post-production de Garde à vue, le 24 juin 1981. C'est la dernière fois que Romy Schneider voit son fils vivant. Ils se disputent encore une fois au téléphone quelques jours avant sa mort.
Le 5 juillet 1981, David passe le dimanche chez ses grands-parents. L'après-midi, vers 16 h 30, après une balade à vélo avec des copains, il est de retour à la maison. Le portail, haut de deux mètres, est clos. Pour ne pas déranger sa famille, il escalade le mur d'enceinte comme il en a l'habitude, mais perd l'équilibre et, dans sa chute, s’empale sur les pointes de métal de la grille. Il meurt le soir même à l'hôpital. Il avait quatorze ans. Des paparazzi, costumés en infirmiers, pénètrent dans le service funéraire pour photographier l'adolescent sur son lit de mort. Les obsèques ont lieu le 7 juillet 1981, à Saint-Germain-en-Laye. Romy Schneider est anéantie par la mort de son fils : elle se réfugie chez des amis (entre autres Jean-Claude Brialy et Claude Berri) et n'apparaît plus publiquement jusqu'au 8 septembre 1981, pour la première du film Pour la peau d'un flic, d'Alain Delon.
Le 12 octobre, elle entame le tournage de La Passante du Sans-Souci, avec près de six mois de retard. Les scènes avec Wendelin Werner sont trop éprouvantes pour l'actrice, le jeune garçon lui rappelant son fils. À la fin du tournage, en décembre 1981, elle s'excuse auprès de son partenaire et l'emmène chez elle, lui offrant une tortue en jade. Elle demande également à Jacques Rouffio de dédier le film (dans le générique de début) à ses défunts fils et ex-mari.
Juste après la fin du tournage, en janvier 1982, Romy Schneider et son compagnon Laurent Pétin partent en vacances aux Seychelles. Il était alors prévu qu'elle se rende ensuite, fin février, à la 7e cérémonie des César, où un hommage devait être rendu à Marlene Dietrich et qu'elle devait présenter. L'actrice annule finalement sa venue. Au mois de mars, avec Laurent Pétin, ils achètent une résidence à Boissy-sans-Avoir, « La ferme des Grands-Prés ». Ils habitent, en attendant la fin des travaux, dans un appartement du 7e arrondissement de Paris, au 11, rue Barbet-de-Jouy, prêté par le producteur tunisien Tarak Ben Ammar.
La Passante du Sans-Souci sort en salles le 14 avril 1982. La presse française parle du film qui a « sauvé » Romy Schneider. Cette dernière, en pleine promotion, est l'invitée de Michel Drucker dans son émission Champs-Élysées, le 10 avril 1982. Meurtrie, elle dénonce le comportement des paparazzis à la mort de son fils : « Si l'on sait, vous savez, ce que certains soi-disant photographes sont capables de faire... Je pense que le public a le droit de le savoir... Qu'on se déguise en infirmier pour photographier un enfant mort… Et qu'il y ait une certaine presse qui achète et qui publie à la "Une"  comme on dit... Où est la morale ? Où est le tact ? ». Cinq jours plus tard, elle passe au journal de 20 heures d'Antenne 2, et confie ses projets à France Roche : « Je voudrais être une mémé, un jour, à la campagne, avec mes fruits, mes arbres, ma fille, et vivre ! ».
Le 9 mai 1982, elle prend un vol pour Zurich. Le 10, dans un hôtel de la ville, elle rédige son testament, léguant tous ses biens à son compagnon et à sa fille Sarah.

### Mort

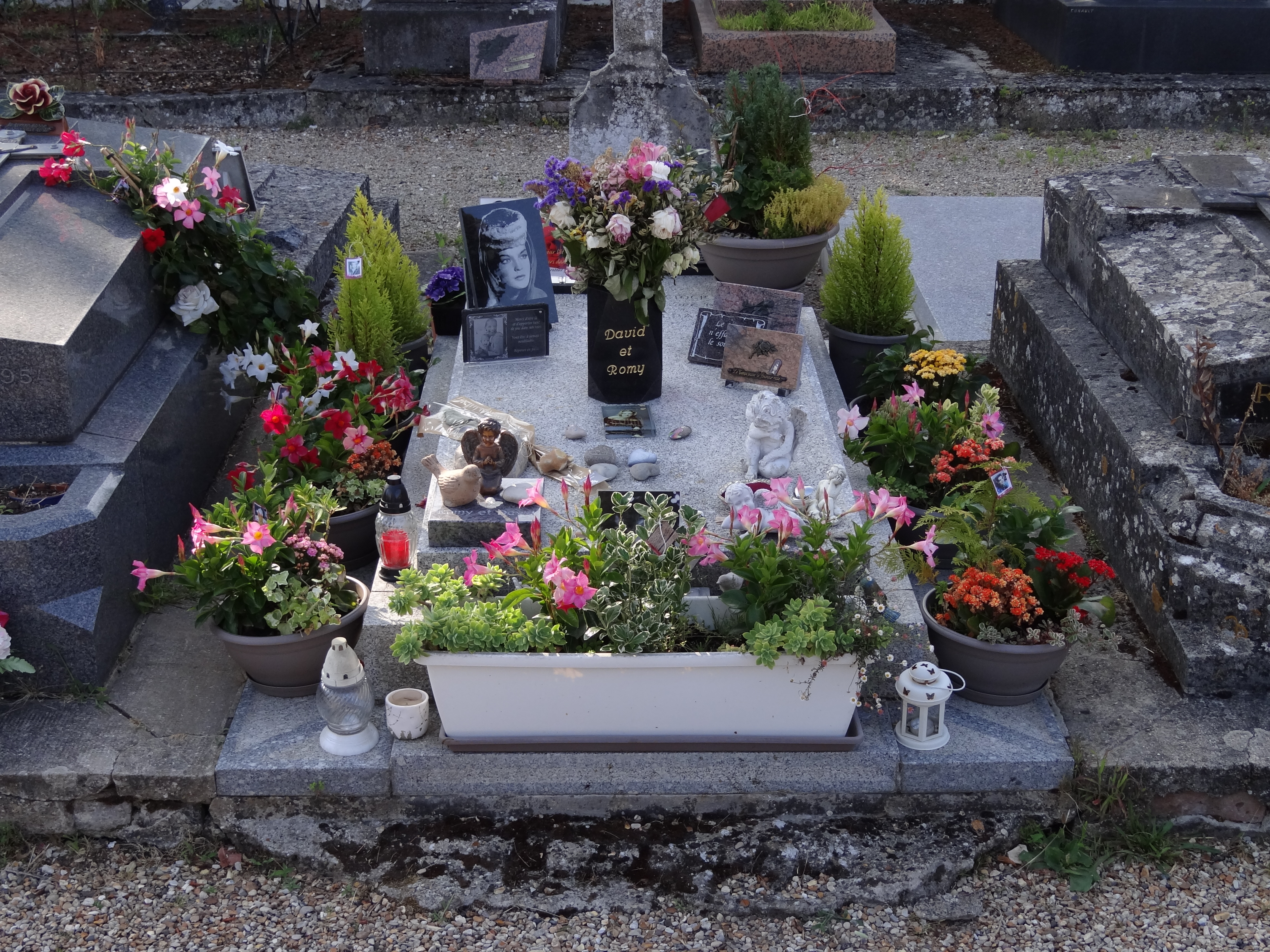
La tombe de Romy Schneider au cimetière de Boissy-sans-Avoir dans les Yvelines.

Le soir du vendredi 28 mai 1982, Romy Schneider sort dîner avec son compagnon Laurent Pétin chez la belle-sœur de ce dernier, Claude, et son compagnon. Claude Pétin raccompagne Romy Schneider à 3 h 30 et la laisse seule à 4 h 20 pour écouter de la musique.
Au matin du samedi 29, elle est retrouvée inanimée à son bureau. Laurent Pétin, la croyant endormie, la transporte dans leur lit mais se rend vite compte qu'elle ne respire plus. Il appelle les secours. La mort est constatée vers sept heures du matin. L'actrice avait 43 ans. La police retrouve sur son bureau une lettre inachevée (un mot d'excuse pour sa fille ayant la rougeole) pour décommander une séance de photographie et d'interview qui porte une longue rature, montrant que l'actrice a dû s'effondrer en l'écrivant. Le magistrat Laurent Davenas classe directement l'affaire sans autopsie pour, dit-il, « ne pas casser le mythe ».
Portant symboliquement une étoile de David autour du cou, Romy Schneider est inhumée le 2 juin 1982 au cimetière de Boissy-sans-Avoir, en présence de son frère Wolf-Dieter et de sa femme ainsi que leur fille, Laurent Pétin, Daniel Biasini. Gérard Depardieu, Jean-Claude Brialy, Michel Piccoli, Claude Sautet, Claude Lelouch et Jean Rochefort. Le corps de son fils David, initialement inhumé le 7 juillet 1981 à Saint-Germain-en-Laye, est transféré dans le caveau de sa mère en août 1982.
L'Un contre l'autre est le titre du film qui devait réunir pour la quatrième fois à l'écran le couple Delon-Schneider. Simone Signoret devait également faire partie de la distribution. Le film, dont la sortie était prévue pour juillet 1982 et qui devait être réalisé par Pierre Granier-Deferre, est abandonné à cause de la mort de Romy Schneider.
Concernant les circonstances de la mort de l'actrice — suicide par barbituriques, abus accidentel de ces produits ou mort naturelle —, le journaliste Guillaume Évin affirme qu'« elle ne s'est pas suicidée… mais est morte de ses excès ». En 2012, pour l'anniversaire des trente ans de sa disparition, Claude Pétin, amie intime de Romy Schneider et belle-sœur de Laurent Pétin, soutient que la mort de l'actrice était absolument naturelle et n'a pas été causée par un abus de barbituriques ni d'alcool, comme l'avait prétendu la presse à l'époque.
Le 22 février 2008, lors de la 33e cérémonie des César, l'Académie des arts et techniques du cinéma décerne à titre posthume à Romy Schneider un César d'honneur pour l'ensemble de sa carrière et à l'occasion du 70e anniversaire de sa naissance ; Alain Delon monte sur scène pour recevoir le prix et demande une ovation en l'honneur de l'actrice.
En 2018, à l'occasion de la sortie du biopic Trois jours à Quiberon, sa fille Sarah Biasini critique fortement l'image que ce film donne de Romy Schneider (notamment les suppositions d'alcoolisme chez sa mère, omniprésentes dans le film) et affirme que sa mère n'a jamais eu de dépendance à l'alcool ni aux médicaments.
À celle dont il dit qu'elle est le plus grand amour de sa vie, Alain Delon écrit sur un bout de papier : « Tu n'as jamais été aussi belle. Tu vois, j'ai appris quelques mots d'allemand pour toi : Ich liebe dich, meine Liebe. » (« Je t'aime, mon amour. »). Alain Delon n'est pas présent le jour de l'inhumation, ayant préféré se recueillir quelques jours après dans une plus grande discrétion. Magda Schneider, elle aussi absente, car hospitalisée pour problèmes cardiaques, meurt quatorze ans après sa fille, le 30 juillet 1996.
Durant le week-end des 29 et 30 avril 2017, la tombe de Romy Schneider est profanée. Lorsque sa fille Sarah a elle-même eu une fille en 2018, Romy est devenue grand-mère à titre posthume.

## Filmographie
La carrière de Romy Schneider est marquée par deux orientations divergentes. La première est celle des années de jeunesse, sous l'influence de sa mère Magda qui l'impose comme la jeune héroïne allemande typique, fraîche et tumultueuse, dans des films pastoraux et romantiques : l'ère des Sissi.
La seconde, plus sombre et complexe, prend un véritable tournant par ses interprétations dans Le Procès d'Orson Welles, film qui évoque la victime d'un régime totalitaire comme le nazisme, et La Piscine de Jacques Deray. Cette période plus tardive est le fruit d'une collaboration, parfois compliquée, avec des cinéastes exigeants tels qu'Alain Cavalier, Joseph Losey, Claude Sautet, Luchino Visconti, Andrzej Żuławski, Bertrand Tavernier, Costa-Gavras ou Orson Welles.

### Années 1950
- 1953 : Quand refleuriront les lilas blancs (Wenn der weiße Flieder wieder blüht) de Hans Deppe : Evchen Forster
- 1954 : Feu d'artifice (Feuerwerk) de Kurt Hoffmann : Anna Oberholzer
- 1954 : Les Jeunes Années d'une reine (Mädchenjahre einer Königin) d'Ernst Marischka : Victoria
- 1955 : Mam'zelle Cri-Cri (Die Deutschmeister) d'Ernst Marischka : Stanzi Huebner
- 1955 : Mon premier amour (Der letzte Mann) de Harald Braun : Nicky Hövelmann
- 1955 : Sissi d'Ernst Marischka : Sissi
- 1956 : Kitty, une sacrée conférence (Kitty und die große Welt) d'Alfred Weidenmann : Kitty Dupont
- 1956 : Sissi impératrice (Sissi, die junge Kaiserin) d'Ernst Marischka : Sissi
- 1957 : Un petit coin de paradis (Robinson soll nicht sterben) de Josef von Báky : Maud Cantley
- 1957 : Monpti de Helmut Käutner : Anne-Claire Jouvain
- 1957 : Sissi face à son destin (Sissi, Schicksalsjahre einer Kaiserin) d'Ernst Marischka : Sissi
- 1958 : Mademoiselle Scampolo (Scampolo) d'Alfred Weidenmann : Scampolo
- 1958 : Jeunes Filles en uniforme (Mädchen in Uniform) de Géza von Radványi : Manuela von Meinhardis
- 1958 : Christine de Pierre Gaspard-Huit : Christine Weiring
- 1959 : Éva ou les Carnets secrets d'une jeune fille (Die Halbzarte) de Rolf Thiele : Nicole Dassau/Eva
- 1959 : Mademoiselle Ange (Ein Engel auf Erden) de Géza von Radványi : Line/L'ange
- 1959 : La Belle et l'Empereur (Die schöne Lügnerin) d'Axel von Ambesser : Fanny Emmetsrieder
- 1959 : Katia de Robert Siodmak : princesse Katia Dolgorouki

### Années 1960
- 1960 : Plein Soleil de René Clément : l'amie de Freddy (non créditée au générique)
- 1961 : Lysistrata (Die Sendung der Lysistrata), téléfilm de Fritz Kortner : Myrrhiné/Uschi Hellwig
- 1962 : Boccace 70 (Boccaccio '70) de Luchino Visconti, sketch Le Travail (Il lavoro) : Pupé
- 1962 : Le Combat dans l'île d'Alain Cavalier : Anne
- 1962 : Le Procès d'Orson Welles : Leni
- 1963 : Les Vainqueurs (The Victors) de Carl Foreman : Régine
- 1963 : Le Cardinal (The Cardinal) d'Otto Preminger : Annemarie von Hartmann
- 1964 : Prête-moi ton mari (Good Neighbor Sam) de David Swift : Janet Lagerlof
- 1964 : L'Enfer de Henri-Georges Clouzot (inachevé) : Odette Prieur
- 1965 : Quoi de neuf, Pussycat ? (What's new Pussycat?) de Clive Donner : Carole Werner
- 1965 : L'Amour à la mer de Guy Gilles : la vedette (coupée au montage)
- 1966 : Dix Heures et demie du soir en été (10:30 P.M. Summer) de Jules Dassin : Claire
- 1966 : Paris brûle-t-il ? de René Clément : une Alsacienne (coupée au montage)
- 1966 : La Voleuse (Schornstein Nr. 4) de Jean Chapot : Julia Kreuz
- 1966 : La Fantastique histoire vraie d'Eddie Chapman (Triple cross) de Terence Young : comtesse Helga Lindstrom
- 1969 : La Piscine de Jacques Deray : Marianne
- 1969 : Otley de Dick Clement : Imogen

### Années 1970
- 1970 : Les Choses de la vie de Claude Sautet : Hélène Haltig
- 1970 : L'Inceste (My lover, my son) de John Newland : Francesca Anderson
- 1970 : Qui ? (Il cadavere dagli artigli d'acciaio) de Léonard Keigel : Marina
- 1970 : Bloomfield (בלומפילד) de Richard Harris et Uri Zohar : Nira
- 1970 : La Califfa d'Alberto Bevilacqua : Irene Corsini, dite « La Califfa »
- 1971 : Max et les Ferrailleurs de Claude Sautet : Julia Anna Ackermann, dite « Lily »
- 1972 : L'Assassinat de Trotsky (L'assassinio di Trotsky) de Joseph Losey : Gita Samuels
- 1972 : César et Rosalie de Claude Sautet : Rosalie
- 1973 : Ludwig : Le Crépuscule des dieux (Ludwig) de Luchino Visconti : Élisabeth d'Autriche
- 1973 : Le Train de Pierre Granier-Deferre : Anna Küpfer
- 1974 : Le Mouton enragé de Michel Deville : Roberte Groult
- 1974 : Un amour de pluie de Jean-Claude Brialy : Elizabeth Dellerue
- 1974 : Le Trio infernal de Francis Girod : Philomena Schmidt
- 1975 : L'important c'est d'aimer d'Andrzej Żuławski : Nadine Chevalier
- 1975 : Les Innocents aux mains sales de Claude Chabrol : Julie Wormser
- 1975 : Le Vieux Fusil de Robert Enrico : Clara Dandieu
- 1976 : Une femme à sa fenêtre de Pierre Granier-Deferre : Margot Santorini
- 1976 : Mado de Claude Sautet : Hélène
- 1977 : Tausend Lieder ohne Ton de Claudia Holldack : la maîtresse (non créditée)
- 1977 : Portrait de groupe avec dame (Gruppenbild mit Dame) d'Aleksandar Petrović : Leni Gruyten
- 1978 : Une histoire simple de Claude Sautet : Marie
- 1979 : Liés par le sang (Bloodline) de Terence Young : Hélène Roffe-Martin
- 1979 : Clair de femme de Costa-Gavras : Lydia

### Années 1980
- 1980 : La Mort en direct (Death watch) de Bertrand Tavernier : Katherine Mortenhoe
- 1980 : La Banquière de Francis Girod : Emma Eckhert
- 1981 : Fantôme d'amour (Fantasma d'amore) de Dino Risi : Anna Brigatti
- 1981 : Garde à vue de Claude Miller : Chantal Martinaud
- 1982 : La Passante du Sans-Souci de Jacques Rouffio : Elsa Wiener/Lina Baumstein

### Années 2000
- 2009 : L'Enfer d'Henri-Georges Clouzot de Serge Bromberg et Ruxandra Medrea (documentaire sur le film L'Enfer, inachevé en 1964) : Odette Prieur

## Théâtre
- 1961 : Dommage qu'elle soit une putain de John Ford, mise en scène Luchino Visconti, Théâtre de Paris, adaptation Georges Beaume : Annabella
- 1962 : La Mouette d'Anton Tchekhov, mise en scène Sacha Pitoëff, tournée Karsenty-Herbert : Nina

## Discographie

### En allemand
- Pierre et le Loup, conte musical pour enfants, opus 67, de Serguei Prokofiev, sous la direction de Herbert von Karajan et avec l'Orchestre Philharmonique de Berlin
- Deux chansons inspirées des thèmes originaux de Monpti et de La Belle et l'Empereur
- Une petite mélodie extraite du film Max et les Ferrailleurs

### En français
- La chanson d'Hélène, inspirée du thème musical du film Les Choses de la vie avec Michel Piccoli
- Un extrait de la bande originale du film César et Rosalie : la lettre de Rosalie
- Deux extraits de la pièce Dommage qu'elle soit une putain (en compagnie d'Alain Delon)

### En italien
- L'Amante : bande originale du film Les Choses de la vie

## Distinctions

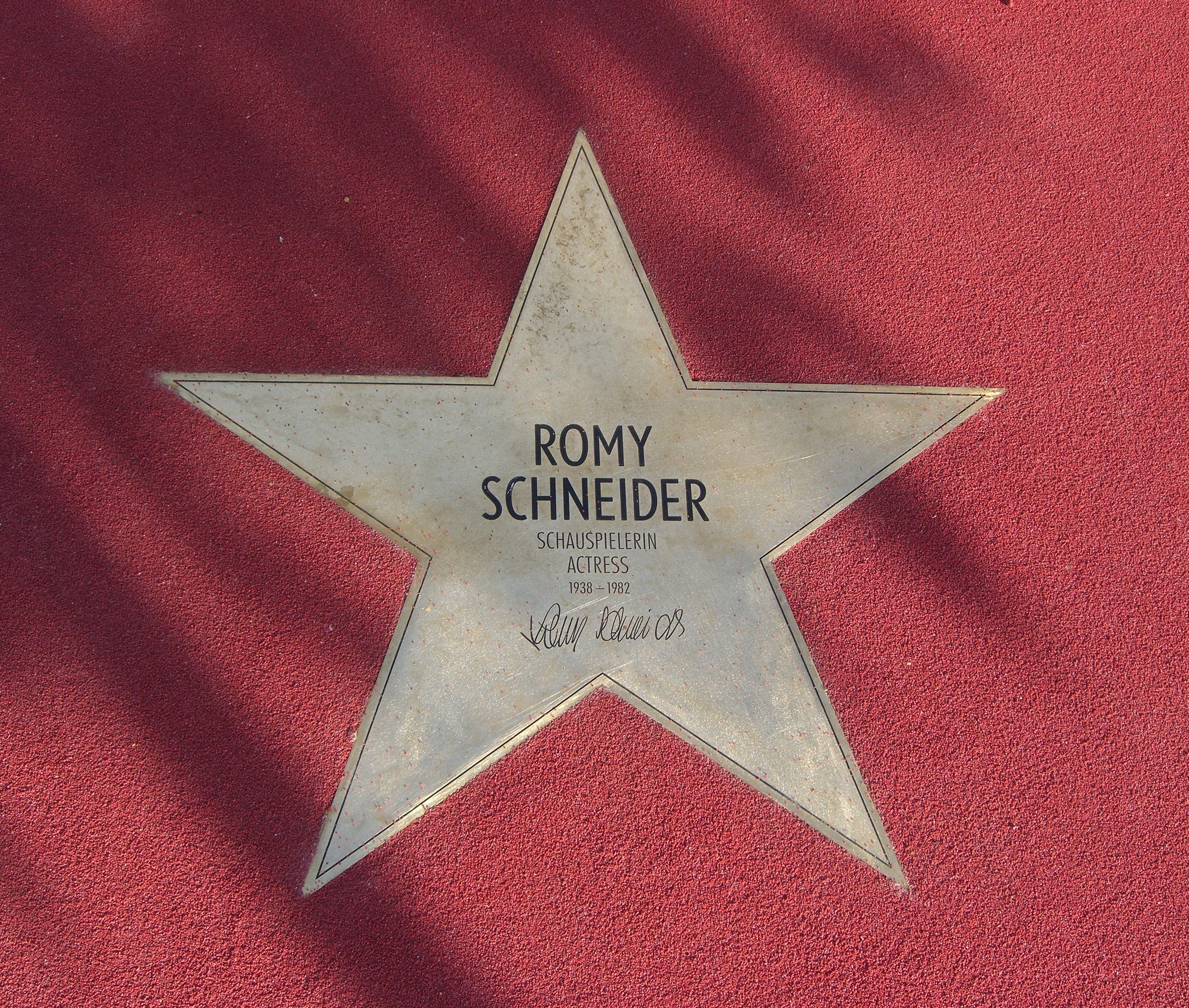
L'étoile de Romy Schneider sur le Boulevard des stars à Berlin.

### Récompenses
- Bambi 1955 : seconde place de la meilleure actrice pour Les Jeunes Années d'une reine
- Bravo Otto 1957 (bronze)
- Bravo Otto 1958 (or)
- Bravo Otto 1959(argent)
- Étoile de Cristal 1963 : meilleure actrice étrangère pour Le Procès
- Victoire du Cinéma français 1964 : meilleure actrice étrangère pour Le Cardinal
- Bravo Otto 1971 (argent)
- Bravo Otto 1972 (bronze)
- Prix de l'Archange du Cinéma 1975 pour Le Trio infernal
- Festival du film de Taormine 1975 : Prix d'interprétation féminine pour L'Important c'est d'aimer
- César 1976 : César de la meilleure actrice pour L'important c'est d'aimer
- Deutscher Filmpreis 1977 : prix de la meilleure actrice de l’année et « Bobine d’or » pour Portrait de groupe avec dame
- Bravo Otto 1977 (bronze)
- César 1979 : César de la meilleure actrice pour Une histoire simple
- David di Donatello 1979 : prix spécial pour Une histoire simple
- Prix Sant Jordi du cinéma 1982 : meilleure actrice dans un film étranger pour Ludwig ou le Crépuscule des dieux, La Mort en direct et Fantôme d'amour
- Festival de Montréal 1982 : prix de la meilleure actrice (à titre posthume)
- Festival de la Rose d'or 1982 : meilleure actrice pour La Passante du Sans-Souci (à titre posthume)
- César 2008 : César d'honneur (à titre posthume)

### Nominations
- Bambi 1956 : meilleure actrice pour Sissi
- Bambi 1957 : meilleure actrice pour Sissi impératrice
- Bambi 1958 : meilleure actrice pour Sissi face à son destin
- Deutscher Filmpreis 1959 : meilleure actrice pour Jeunes Filles en uniforme
- Golden Globes 1964 : Golden Globe de la meilleure actrice pour Le Cardinal
- Deutscher Filmpreis 1973 : meilleure actrice pour Ludwig : Le Crépuscule des dieux
- César 1977 : César de la meilleure actrice pour Une femme à sa fenêtre
- César 1980 : César de la meilleure actrice pour Clair de femme
- César 1983 : César de la meilleure actrice pour La Passante du Sans-Souci (à titre posthume)

## Hommages et influence

### Prix
Le prix Romy-Schneider est une récompense attribuée chaque année depuis 1984 à une comédienne, espoir du cinéma français et francophone.

### Hommages cinématographiques et télévisuels
- Le cinéaste Pedro Almodóvar a dédié son film Tout sur ma mère (1999) à plusieurs actrices dont Romy Schneider, à qui il a déclaré vouer une grande admiration. La dédicace du film est la suivante : « À Bette Davis, Gena Rowlands, Romy Schneider... À toutes les actrices qui ont interprété des actrices, à toutes les femmes qui jouent, aux hommes qui jouent et se transforment en femme, à toutes les personnes qui veulent être mère. À ma mère. »
- Dans le film Huit Femmes (2002) de François Ozon, quand Louise (interprétée par Emmanuelle Béart) montre à Catherine Deneuve une photo de sa précédente patronne, il s'agit de celle de Romy Schneider.
- En 2009, Une femme comme Romy (titre original : Eine Frau wie Romy) est un projet de film allemand de Josef Rusnak sur la vie de Romy Schneider. Les actrices Marion Cotillard, Vanessa Paradis et Sarah Biasini (la propre fille de l'actrice) sont pressenties pour interpréter son rôle, avant que le choix ne se porte sur l'actrice et chanteuse allemande Yvonne Catterfeld[70]. Le projet est finalement abandonné.
- En 2009, sort le téléfilm biographique allemand Romy Schneider (Romy) de Torsten C. Fischer (durée : 1 h 46). Il est diffusé sur France 2 le 26 mai 2012. Romy Schneider y est interprétée par l'actrice Jessica Schwarz ; Guillaume Delorme y joue le rôle d'Alain Delon et Thomas Kretschmann celui de Harry Meyen, le premier mari de l’actrice et père de leur fils David[71]
- En 2011, Romy Schneider figure sur l'affiche de la cérémonie des César du cinéma, avec une photo tirée du film L'Enfer (1964) de Henri-Georges Clouzot (film inachevé).
- En 2012, la comédienne Géraldine Danon annonce son projet de mettre en scène un film sur les dernières années de la vie de Romy[72]. Le tournage devait débuter en mai 2014 à Berlin[73], mais est finalement abandonné.

### Autres hommages
- La ville de Paris (France) a nommé la rue Romy-Schneider dans le 18e arrondissement à sa mémoire.
- La ville de Berlin (Allemagne) a nommé une rue à son nom en sa mémoire, dans le quartier Haselhorst.
- La ville de Vienne (Autriche) a nommé une rue à son nom en sa mémoire.
- Une variété de roses rouges porte le nom de Romy Schneider[74].
- Une statue de cire figurant Romy Schneider dans une loge d’actrice était présente au musée Grévin de Paris[75].
- En 1991, dans son album No woman's land, la chanteuse Mama Béa Tekielski lui dédie le titre Romy[76].
- En 2011, une exposition est consacrée à Romy Schneider à Boulogne-Billancourt, avec de nombreuses pièces de collections privées — entre autres celles d'Alain Delon et de Sarah Biasini[77].
- En 2012, une exposition est consacrée à Romy Schneider à Cannes au palais des festivals de la ville[78] (reprise de l'exposition de Boulogne-Billancourt).
- En 2022, une exposition (du 16 mars au 31 juillet 2022) est consacrée à Romy Schneider à la Cinémathèque française (Paris) avec de nombreuses pièces de collections privées prêtées notamment par Sylviane Pommier, Yves Sautet, Alain Delon et Sarah Biasini[79].
- En 2022, une exposition (du 3 août au 18 septembre 2022) est consacrée à Romy Schneider et Brigitte Bardot (Saint-Tropez).

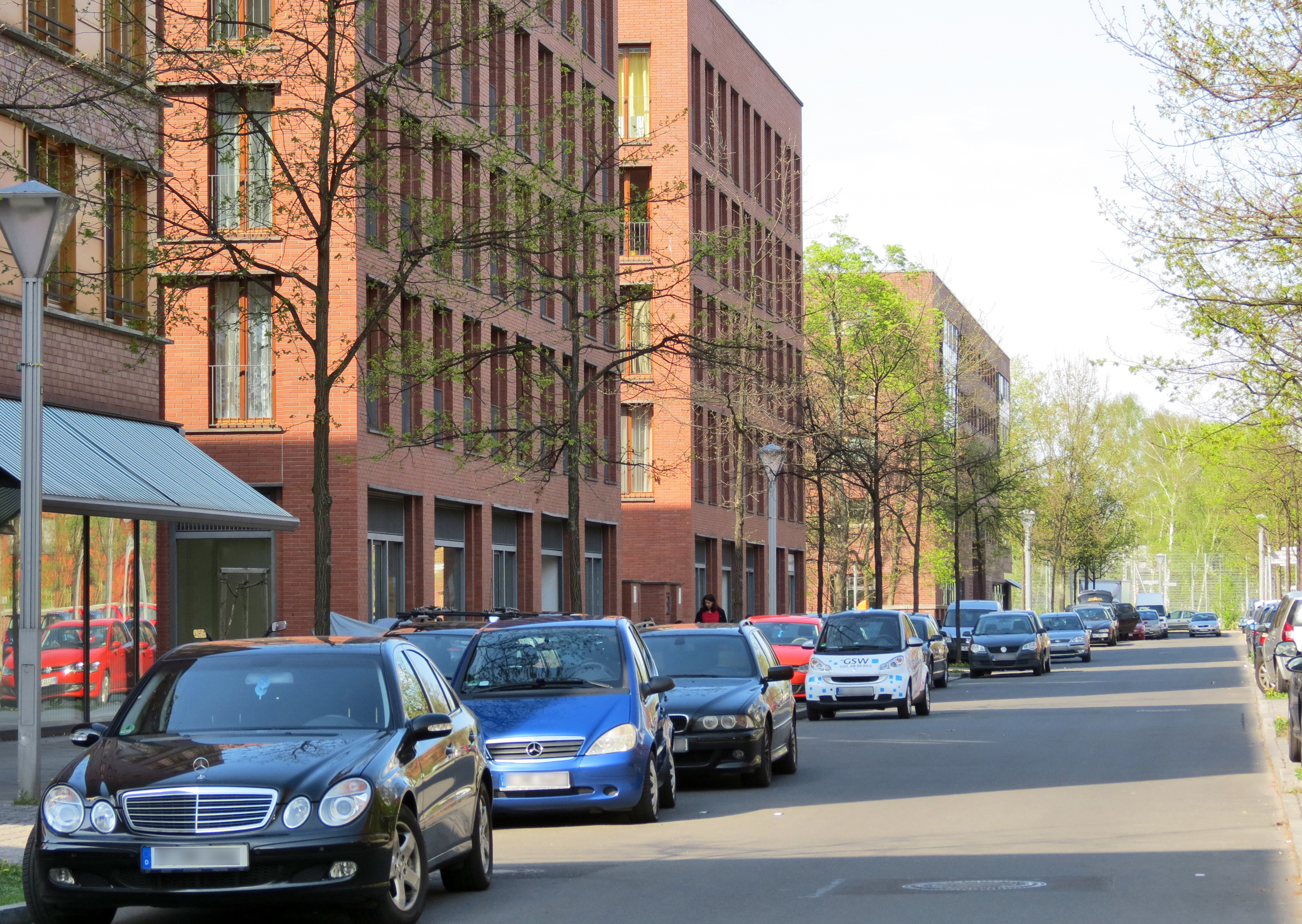
La Romy-Schneider-Straße à Berlin-Haselhorst.

### Documentaires

#### En allemand
- 1966 : Romy, Anatomie eines Gesichts (Allemagne) de Hans-Jürgen Syberberg (58 min)
- 1994 : Eine Nacht fur Romy Schneider (Allemagne) de Claudia Holldack (120 min)
- 2003 : Lebens Laüfe (Allemagne) de Heike Sittner (30 min)
- 2007 : Der Fall Romy Schneider (Allemagne) de Tamara Duve et Michael Jürgs (60 min)
- 2007 : Zeit Geschichte - Die Letzten Tage einer Legenden (Autriche) de Bertrand Tessier (45 min)
- 2009 : Romy Schneider, Eine Nahaufnahme (Allemagne) de Julia Benkert (30 min)
- 2010 : Romy Schneider Legenden (Allemagne) de Michael Strauven (45 min)
- 2015 : History Romy Schneider (Allemagne) (42 min)
- 2021 : Legendäre Filmdynastien - Die Albach-Retty - Schneider (Autriche) de Gabrielle Flossmann (47 min)
- 2021 : Kaiserin der Leinwand - Die Geschichte der Sissi-Trilogie (Autriche) de Sabrina Peer (46 min)
- 2022 : Heldinnen der Leinwand diffusé sur la chaîne History (Allemagne) de Winfried Laasch (45 min). Partie consacrée à Romy Schneider (11 min)
- 2022 : Zeit Geschichte - Filmlegenden Romy Schneider (Autriche) de Gabrielle Flossmann (49 min)

### Portraits et hors séries dans la presse

#### En Allemagne
- 1982 : Schicksalsjahr'82 Stars geliebt und unvergessen Romy Schneider/Grace Kelly/Curd Jürgens, Bunte, 150 pages dont 45 consacrées à Romy.
- 1982 : Romy Ihr Schicksal, ihre Welt, ihre Filme in 100 Bildern, Bunte Spezial, 59 pages, 100 photos.
- 1992 : Romy Ihr Leben in Geschichten und Bildern, A die Aktuelle, 58 pages, 350 photos.
- 1992 : Romy Schneider Zum 10. Todestag Ihre triumphe Ihre Tragödien, Das Goldene Blatt, Sonderheft Nr. 14, 52 pages.
- 2004 : Romy Schneider Sissi war ihr Schicksal, Legenden Nr. 4, Frau im Spiegel, 100 pages, 200 photos.
- 2018 : "Romy Schneider, Ein Schicksal vor der Kamera" - Der Spiegel Biographie, 122 pages, 78 photos.
- 2018 : "Romy Schneider Spezial 80 Jahre Romy" Zeitblatt Magazin N° 3, 80 pages.
- 2018 : "Romy Schneider : Rosemarie, Sissi, Romy !" Zeitblatt Magazin N° 2, 80 pages.
- 2019 : "Romy's Bühne" Zeitblatt Magazin N° 3, 118 pages, 31 photos.
- 2022 : "Romy Schneider – Magazin Autographien" Zeitblatt Magazin N° 4 (en attente de sortie prévue en 2022)

#### En Belgique
- 1982 : Romy Schneider Album souvenir, éditions Ciné-revue, 80 pages.
- 1982 : Romy Schneider, Édition spéciale, éditions des Archers, 52 pages.

#### En Espagne
- 1975 : Romy Schneider No soy una ramera, Vidas secretas no 8.

### Long métrage de fiction
- 2018 : Trois jours à Quiberon, film d'Emily Atef, avec Marie Bäumer dans le rôle de Romy Schneider.

## Publicités
Romy Schneider a participé à la réalisation de plusieurs spots publicitaires télévisés, notamment pour le savon Lux en 1976 (ainsi que dans la presse) et la lessive Woolite en 1978.
Dans la presse, dans les années 1950, elle prête son image pour la marque d'automobiles allemandes DKW, les collants Ergee et l'appareil photographique Eura de la marque Ferrania.